# 德滿站
德滿站（日语：／ Tokumitsu eki */?）曾是位於北海道天鹽郡豐富町字德滿，屬於北海道旅客鐵道（JR北海道）宗谷本線的車站。車站編號為W75，電報略號為トツ。本站已於2021年3月遭到廢站。

## 車站構造
本站在廢站前為擁有岸式月台1面1線的無人車站。早期設有貨物裝卸場，以及千鳥式月台（千鳥式月台為相對式月台的變體，即上下行月台設置於不同軸上）2面2線。在降級為無人車站後，拆除一側的月台和線路。原有的站房也於2000年7月被拆除。

## 車站周邊
- 國道40號 - 車站前。
- 宮之台展望台 - 又名「德滿展望台」。約0.8公里。
- 德滿小學遺跡
- 德滿會館

## 歷史
- 1926年2月25日：日本國有鐵道德滿站啟用。
- 1977年5月25日：廢止貨物處理的業務。
- 1984年2月1日：廢止行李處理的業務。
- 1984年11月10日：導入CTC後降級為無人車站。
- 1987年4月1日：國鐵分割民營化後成為JR北海道轄下的車站。
- 2021年3月13日：隨時間表改正，車站被廢除[1][2]。

## 相鄰車站
北海道旅客鐵道（JR北海道）（廢站前）
■宗谷本線
豐富（W74）－德滿（W75）－兜沼（W76）
此站－兜沼站之間曾經存在蘆川站（2001年7月1日與下中川站、上雄信內站一同廢站）。

## 外部連結
- （日語）JR北海道 – 德滿站 （页面存档备份，存于）
- （日語）全驛參觀之旅 （页面存档备份，存于）